# Rusănești (okręg Aluta)
Rusănești – wieś w Rumunii, w okręgu Aluta, w gminie Rusănești. W 2011 roku liczyła 3555 mieszkańców.